# Lahner Emil
Lahner Emil, nemzetközileg ismert nevén Émile Lahner (Nagyberezna, 1893. szeptember 22. – Párizs, 1980. december 14.) magyar születésű franciaországi festő, grafikus. A többek közt Pablo Picasso és Marc Chagall nevével fémjelzett Párizsi Iskola egyik képviselője.

## Életpályája
A család egyes források szerint elzászi eredetű, a 19. században telepedett le Magyarországon, és felmenői közé tartozott az aradi vértanúk egyike, Lahner György. 
Lahner Emil az édesanyját születésekor vesztette el, és hétéves korában az édesapja is meghalt egy balesetben.

### Tanulmányai
Gyámja mérnöknek taníttatta. Miután Selmecbányán megszerezte a diplomát, a Diósgyőri Ágyúgyárban dolgozott, de nem akart ezen a pályán maradni, ezért beiratkozott a Képzőművészeti Főiskolára Budapesten. Vaszary János, a szecesszió mesterének tanítványa volt. Korai képeire elsősorban a futurizmus és a német expresszionizmus hatottak. 1921-ben linóleummetszeteit közölte a Magyar Írás című folyóirat, amelyet Raith Tivadar szerkesztett.

### Párizsban
1924-ben érkezett Párizsba, ahol Montmartre-ban lakott. Antoine Bourdelle iskolájában tanult, párizsi színházaknak és filmproducereknek dolgozott festőként. Díszleteket készített többek közt Korda Sándor számára. Amikor a náci Harmadik Birodalom lerohanta Franciaországot, Lahner más művészekkel együtt a vichy-i Franciaországba költözött, Dordogne-ba. Dordogne híres barlangfestményei ihlették primitív stílusú képeit. Miután a németeket kiűzték, Lahner visszatért Párizsba, a Rue des Perichaux-ra. Gyakoribbá váltak kiállításai. 1948-ban látogatott először Algériába, ahol az Averseng család egy kápolna megtervezésével bízta meg El Affroun városban. Ezután sokszor látogatott még el az észak-afrikai országba. Itteni tapasztalatai a színes üveggel és fénytörő képességeivel nagy hatással voltak absztrakt műveire.
1951-ben meglátogatta Pablo Picassót Vallauris-ban és később együtt állítottak ki Párizsban.
1957-ben, 64 éves korában feleségül vette Jeanne Cazenave-t. Huszonöt év spártai élet után a Rue des Perichaux-n a Place Pigalle közelébe, a Rue Alfred-Stevens-re költözött egy sokkal otthonosabb lakásba. 1959-ben találkozott a magyar születésű kaliforniai műkereskedő Laky Lászlóval, aki egyik legközelebbi barátja és támogatója lett.
1961-ben áttörésszerű sikert aratott Lahner kiállítása a Jeanne Castel Galériában, amelyet régi barátja, Leopold Sedar Senghor költő és korábbi szenegáli elnök segített neki megszervezni. A haláláig eltelt két évtizedben szinte folyamatosan állított ki. Rendkívül széles stílusválasztékáról volt ismert. Hatott rá a kelet-európai szecesszió, a konstruktivizmus, a szintetikus művészet, a nem-objektív művészet, Párizsi korszakától pedig a poszt-impresszionizmus, a fauvizmus, a kubizmus és a primitivizmus.
Közeli művész barátai közé tartoztak Jean Bouret, Leopold Sedar Senghor, Jean Trichet, Marcel Sauvage és Andre Masson.

## Érdekesség
Jean-Claude Trichet, az Európai Központi Bank (EKB) elnöke, egy absztrakt Lahner Emil-festményt helyezett el irodájában, amikor még a francia jegybank elnöke volt. "Ez jelképezi a modernitást. Egy több mint 200 éves intézményben néha erre is kell emlékeztető - mondta Trichet egy interjúban 2003-ban, hozzátéve, lehet, hogy a képet Frankfurtba, az EKB központjába is magával viszi.